# Тензорне поле Кіллінга
Тензорне поле Кіллінга — симетричне тензорне поле, що задовольняє рівняння {\displaystyle \nabla _{(i}K_{i_{1}\dots i_{n})}=0.} Тензори Кіллінга забезпечують наявність інтегралів руху {\displaystyle K_{i_{1}\dots i_{n}}(x){\frac {dx^{i_{1}}}{d\tau }}\dots {\frac {dx^{i_{n}}}{d\tau }}} для рівнянь геодезичних, що мають {\displaystyle n}-ий порядок за швидкістю. Оскільки з тензорами Кіллінга (рангу вище першого) не пов'язане перетворення координат в просторі-часі, їх ототожнюють з так званими прихованими симетріями.

## Приклади
- Поле Кіллінга — векторне поле Кіллінга
- Метрика Керра — тензорне поле Кіллінга другого ранга